# ドンピシャ!!ガンガン
『ドンピシャ!!ガンガン』は、1981年4月11日から同年9月26日までTBSで放送されていたバラエティ番組である。放送時間は毎週土曜 13:00 - 13:55 （日本標準時）。
「お笑いドンピシャテスト」と「カラオケドンピシャマッチ」の2コーナーで構成されていた。タイトルは、同局のクイズ番組『ぴったし カン・カン』のもじり。

## 出演者

### メインレギュラー
- ビートたけし（ツービート）
- ビートきよし（ツービート）

### コーナー出演者
- 「お笑いドンピシャテスト」出題者：アグネス・チャン
- 「お笑いドンピシャテスト」解答者：朝丘雪路、夏純子、宮尾すすむ、大島渚
- 「カラオケドンピシャマッチ」審査員長：遠藤実
- 「カラオケドンピシャマッチ」審査員：細川隆一郎

## コーナー
お笑いドンピシャテスト
毎回1人のゲストを招き、その人物の体験談に基づくクイズなどを出題。解答者は、その時と同じシチュエーションを演じながら答える。正解すると「ドンピシャドンピシャドンピシャドンピシャ…」、正解に近い答えを出すと「ドーン」という女性の声を使った効果音が流れるが、あまりにも的外れな解答をするとたけしから「とっとと帰ってください！」と言われた。
カラオケドンピシャマッチ
カラオケを使った歌合戦。参加者は週チャンピオンと挑戦者3人。